# فرودگاه ایشیگاکی
فرودگاه ایشیگاکی (به انگلیسی: Ishigaki Airport) (به زبان بومی: Ishigaki Jima Airport) یک فرودگاه با کد یاتا ISG است که یک باند فرود آسفالت و بتن دارد و طول باند آن ۱۵۰۰ متر است. این فرودگاه در شهر ایشیگاکی، اوکیناوا کشور ژاپن قرار دارد .